# COX6B2
COX6B2 (англ. Cytochrome c oxidase subunit 6B2) — білок, який кодується однойменним геном, розташованим у людей на короткому плечі 19-ї хромосоми. Довжина поліпептидного ланцюга білка становить 88 амінокислот, а молекулярна маса — 10 529.
| 10         |  | 20         |  | 30         |  | 40         |  | 50         |
| ---------- |  | ---------- |  | ---------- |  | ---------- |  | ---------- |
| MLDVEAQEPP |  | KGKWSTPPFD |  | PRFPSQNQIR |  | NCYQNFLDYH |  | RCLKTRTRRG |
| KSTQPCEYYF |  | RVYHSLCPIS |  | WVESWNEQIK |  | NGIFAGKI   |  |            |

A: Аланін

C: Цистеїн

D: Аспарагінова кислота

E: Глутамінова кислота

F: Фенілаланін

G: Гліцин

H: Гістидин

I: Ізолейцин

K: Лізин

L: Лейцин

M: Метіонін

N: Аспарагін

P: Пролін

Q: Глутамін

R: Аргінін

S: Серин

T: Треонін

V: Валін

W: Триптофан

Локалізований у мітохондрії.